# Nati nel 1219
| Questa pagina contiene informazioni ricavate automaticamente dalle voci biografiche con l'ausilio del template Bio e di un bot. L'aggiornamento è periodico e automatico e ricostruisce completamente la pagina. Se manca una persona in questa lista, sei pregato di non aggiungerla, ma accertati piuttosto che la sua voce biografica contenga il template Bio e che i dati anagrafici siano correttamente compilati. Se il template Bio manca, inseriscilo tu stesso o, in alternativa, metti l'avviso {{tmp\|Bio}} che ne segnala la mancanza. Se i dati riportati sono sbagliati, correggi direttamente la voce biografica; le modifiche saranno visibili in questa lista entro pochi giorni. Per chiarimenti vedi il progetto biografie. La lista contiene solo le 9 persone che sono citate nell'enciclopedia e per le quali è stato implementato correttamente il template Bio. Pagina aggiornata al 13 gen 2025. |

- 25 giugno - Fujiwara no Shunshi, imperatrice giapponese († 1233)
- Baldovino d'Avesnes, cavaliere medievale francese († 1295)
- Arnaut Catalan, trovatore francese († 1253)
- Umiliana de' Cerchi, religiosa italiana († 1246)
- Cristoforo I di Danimarca, re († 1259)
- Egidio Foscherari, giurista italiano († 1289)
- Tettsū Gikai, monaco buddista giapponese († 1309)
- Guillaume de Gisors, nobile francese († 1307)
- Walter di Bibbesworth, scrittore inglese († 1270)